# سوتات (ورغاهان)
سوتات (بالفارسية: سوتات) هي منطقة سكنية تقع في إيران في قسم ورغاهان الریفي. يقدر عدد سكانها بـ 176 نسمة .